# Eulasia naviauxi
Eulasia naviauxi is een keversoort uit de familie Glaphyridae. De wetenschappelijke naam van de soort is voor het eerst geldig gepubliceerd in 1971 door Baraud.